# Klasszikus retorika
A klasszikus retorika a szónoki beszéd, antik hagyományait felölelő rendszer, a szónoklás művészetének, tudományának az ókori görögök és latinok által kidolgozott szabályait foglalja össze.
A retorika kifejezést koronként különböző jelentésben használták: a görögöknél legelőbb (Kr. e. V-IV. század) a rábeszélés mestersége volt, majd a meggyőzés művészete és tudománya lett.
Platón a filozófiával szemben a retorikát csupán mesterségnek tartotta, akik viszont ellene fordultak, a filozófiát tekintették a retorika előiskolájának, amely arra szolgál, hogy felkészítse a rétort a dialektikus gondolkodásra, s általa csiszolódjék elméje.
Arisztotelész általánosabban fogalmaz: mindenfajta beszédre kiterjeszti érvényét. Meghatározza a lehetséges beszédtárgyakat, elemzi a nyelvi megformálást, a kiváltott esztétikai élményt, valamint a mű és előadója által összességében elért hatást. Mindezt a Rétorika című művében foglalja össze. Szerinte a retorika a dialktika párja, a retorika feladata pedig feltárni minden dologban a meggyőzés lehetőségét.
A hellenizmus korának retorikája nem maradt az utókorra, csak a latinok művei utalnak rá.
A római szónokok a gyakorlatiasság szempontjait hangsúlyozták; Cicero a rábeszélés eszközének tartotta. A szónok képességeit, erkölcsi feddhetetlenségét Quintilianus emelte ki. A retorika filozófiával való kapcsolata is változott az ókorban.

## A szónok fő feladatai
- a feltalálás, azaz felkészülés, feltárás, (inventio)
- az elrendezés (dispositio)
- a megfogalmazás, a stílus (elocutio)
- az előadás (pronuntiatio)
- a kívülről való megtanulás (memoria)

## A klasszikus beszéd részei
A szónoki beszéd megformált, szabályosan építkező szöveg. A hagyományok alapján hét szerkezeti egységét különíthetjük el:
- bevezetés (principium vagy exordium)
- elbeszélés (narratio)
- kitérés (egressus) nem mindig része a beszédnek, bárhol elhelyezkedhet
- témafelvetés (propositio)
- érvelés vagy argumentáció (argumentatio)
- bizonyítás (confirmatio)
- cáfolás (refutatio)
- befejezés (peroratio, epilogus)

A kitérő nem kötelező, csak lehetséges szerkezeti rész. Ha beszédeket hármas tagolásúnak tekintjük, akkor a bevezetés és befejezés közötti részeket tárgyalásnak nevezzük. A szónok előadásával és személyével kapcsolatban követelmény a tiszta beszéd, a rendezett külső.